# Le Citoyen (film, 1952)
Pour plus de détails, voir Fiche technique et Distribution.
Le Citoyen (Nagarik) est un film indien réalisé par Ritwik Ghatak, sorti en 1952.

## Fiche technique
- Titre original : Nagarik
- Titre français : Le Citoyen
- Réalisation : Ritwik Ghatak
- Scénario : Ritwik Ghatak
- Pays d'origine : Inde
- Format : Noir et blanc - 35 mm - Mono
- Genre : drame
- Durée : 127 minutes
- Date de sortie : 1952

## Distribution
- Ajit Banerjee : Sagar
- Kali Bannerjee : le père
- Gangapada Basu : Land Lord
- Satindra Bhattacharya : Ramu